# Seoul E-Land FC
Seoul E-Land FC (Tiếng Hàn: 서울 이랜드 FC) là một câu lạc bộ bóng đá chuyên nghiệp của Hàn Quốc đặt trụ sở tại Seoul, hiện đang thi đấu tại K League 2, giải bóng đá cao thứ 2 trong hệ thống giải bóng đá Hàn Quốc. Câu lạc bộ được thành lập từ năm 2014 bởi E-Land Group, tập đoàn kinh doanh đa ngành từ du lịch, dịch vụ, thương mại tới xây dựng ở Hàn Quốc. 
Seoul E-Land thi đấu các trận đấu trên sân nhà tại Sân vận động Mokdong, bởi vì sân nhà ban đầu của họ, Sân vận động Olympic Seoul đang trong quá trình tái thiết đến năm 2025.

## Lịch sử
Câu lạc bộ bóng đá Seoul E-Land được thành lập vào ngày 14 tháng 4 năm 2014, khi Tập đoàn E-Land chính thức công bố thành lập một câu lạc bộ bóng đá chuyên nghiệp có trụ sở tại Seoul.
Vào tháng 1 năm 2022, câu lạc bộ thông báo rằng họ sẽ sử dụng sân vận động Mokdong làm sân nhà, vì sân vận động chính của họ, Sân vận động Olympic Seoul đang được tái thiết. Ngày 10 tháng 11, câu lạc bộ thông báo bổ nhiệm ông Park Choong-kyun làm huấn luyện viên mới của đội.

## Các cầu thủ

### Đội một
Tính đến 17 tháng 2 năm 2023
Ghi chú: Quốc kỳ chỉ đội tuyển quốc gia được xác định rõ trong điều lệ tư cách FIFA. Các cầu thủ có thể giữ hơn một quốc tịch ngoài FIFA.
| Số | VT | Quốc gia | Cầu thủ                                         |
| -- | -- | -------- | ----------------------------------------------- |
| 1  | TM | Hàn Quốc | Kang Jung-mook                                  |
| 2  | HV | Hàn Quốc | Hwang Tae-hyeon                                 |
| 3  | HV | Hàn Quốc | Kim Min-kyu (đội phó)                           |
| 4  | HV | Hàn Quốc | Han Yong-su (đội trưởng)                        |
| 6  | TV | Hàn Quốc | Lee Sang-min (đội phó)                          |
| 7  | TV | Hàn Quốc | Seo Bo-min                                      |
| 8  | TV | Hàn Quốc | Kwak Seong-uk                                   |
| 9  | TĐ | Việt Nam | Nguyễn Văn Toàn                                 |
| 10 | TĐ | Hàn Quốc | Lee Dong-ryul                                   |
| 11 | TĐ | Hàn Quốc | Kim Jeong-hwan                                  |
| 13 | HV | Hàn Quốc | Cha Seung-hyeon                                 |
| 14 | HV | Hàn Quốc | Lee Jae-ik                                      |
| 15 | TV | Hàn Quốc | Kim Won-sik (đội phó)                           |
| 16 | TĐ | Hàn Quốc | Byeon Gyung-jun                                 |
| 17 | TĐ | Hàn Quốc | Yoo Jung-wan                                    |
| 18 | HV | Hàn Quốc | Hwang In-taek (mượn từ Suwon Samsung Bluewings) |
| 19 | TĐ | Brasil   | Renan                                           |

| Số | VT | Quốc gia | Cầu thủ         |
| -- | -- | -------- | --------------- |
| 20 | HV | Hàn Quốc | Park Jun-young  |
| 21 | TV | Hàn Quốc | Lee Si-heon     |
| 22 | TĐ | Brasil   | Ronan           |
| 23 | TM | Hàn Quốc | Moon Jung-in    |
| 27 | HV | Hàn Quốc | Cho Dong-jae    |
| 28 | HV | Hàn Quốc | Hwang Jung-wook |
| 29 | HV | Hàn Quốc | Kim Su-an       |
| 30 | TV | Hàn Quốc | Park Chang-hwan |
| 31 | TM | Hàn Quốc | Joo Hyun-sung   |
| 33 | HV | Hàn Quốc | Park Kyung-min  |
| 40 | TV | Brasil   | Bruno Oliveira  |
| 42 | TV | Hàn Quốc | Lee Jung-moon   |
| 44 | TV | Nhật Bản | Tsubasa Nishi   |
| 77 | TM | Hàn Quốc | Yoon Bo-sang    |
| 90 | TĐ | Hàn Quốc | Park Jun-yeong  |
| 92 | HV | Hàn Quốc | Lee In-jae      |

### Cho mượn và Nghĩa vụ quân sự
Ghi chú: Quốc kỳ chỉ đội tuyển quốc gia được xác định rõ trong điều lệ tư cách FIFA. Các cầu thủ có thể giữ hơn một quốc tịch ngoài FIFA.
| Số | VT | Quốc gia | Cầu thủ                                      |
| -- | -- | -------- | -------------------------------------------- |
| —  | HV | Hàn Quốc | Chae Gwang-hoon (tới Dangjin Citizen (NVQS)) |